# Лапи (гміна)
Гміна Лапи (пол. Gmina Łapy) — місько-сільська гміна у східній Польщі. Належить до Білостоцького повіту Підляського воєводства.
Станом на 31 грудня 2011 у гміні проживало 22720 осіб.

## Територія
Згідно з даними за 2007 рік площа гміни становила 127.57 км², у тому числі:
- орні землі: 61.00%
- ліси: 14.00%

Таким чином, площа гміни становить 4.27% площі повіту.

## Населення
Станом на 31 грудня 2011:
| Опис     | Загалом | Загалом | Чоловіки | Чоловіки | Жінки | Жінки |
| -------- | ------- | ------- | -------- | -------- | ----- | ----- |
| одиниця  | осіб    | %       | осіб     | %        | осіб  | %     |
| все      | 22720   | 100     | 11076    | 48.75    | 11644 | 51.25 |
| міське   | 16200   | 100     | 7856     | 48.49    | 8344  | 51.51 |
| сільське | 6520    | 100     | 3220     | 49.39    | 3300  | 50.61 |

## Сусідні гміни
Гміна Лапи межує з такими гмінами: Посьвентне, Соколи, Сураж, Туроснь-Косьцельна, Хорощ.